# Benk Korthals
Albertus Hendrikus Korthals, dit Benk Korthals, né le 5 octobre 1944 à Rotterdam, est un homme politique néerlandais, membre du Parti populaire pour la liberté et la démocratie (VVD) et ancien ministre de la Justice (1998-2002), puis de la Défense (2002).

## Éléments personnels

### Formation et carrière
À la suite de ses études secondaires et de son service militaire, accompli dans la marine royale, il entre à l'université de Leyde pour y étudier le droit. Il obtient son doctorat en 1973, et exercera, entre 1974 et 1998, les professions d'avocat, puis procureur, à Rotterdam.
Depuis septembre 2003, il préside le conseil de l'ordre des huissiers de justice et le conseil de la section de surveillance de la fédération des Pays-Bas de football (KNVB). Il est également représentant spécial pour la participation des industries au programme Joint Strike Fighter  (JSF) depuis octobre 2004, et président de la fondation pour le code publicitaire pharmaceutique depuis novembre 2008.

### Vie privée
Il est le fils de Henk Korthals, vice-Premier ministre, ministre des Transports et ministre des Antilles néerlandaises entre 1959 et 1963. Vivant à Rotterdam, il est marié et père de deux enfants.

## Vie politique

### Carrière parlementaire
Il est élu représentant à la Seconde Chambre aux élections législatives de 1982, devenant quatre ans plus tard trésorier du groupe parlementaire VVD. En 1994, il renonce à cette fonction au profit de celles de vice-président du groupe, et président de la commission de la Défense, deux postes qu'il occupe jusqu'en 1998.

### Activité ministérielle
Benk Korthals est nommé ministre de la Justice dans la seconde coalition violette de Wim Kok le 3 août 1998 et conserve ce portefeuille jusqu'à la démission du gouvernement, le 16 avril 2002, un mois avant les élections législatives. Il continue toutefois d'exercer l'intérim de ses fonctions jusqu'à la formation d'un nouveau cabinet, qui intervient le 22 juillet suivant, date à laquelle il passe à la direction du ministère de la Défense dans l'alliance de droite conduite par Jan Peter Balkenende.
Celle-ci s'écroule dès le 16 octobre et il se voit de nouveau chargé de l'intérim à la tête de son département ministériel. Il quitte toutefois le gouvernement le 12 décembre, après qu'il est établi qu'il avait menti devant une commission d'enquête parlementaire sur les fraudes dans le BTP. Lors de son audition comme ministre de la Justice, en novembre 2001, il avait en effet nié être informé d'un arrangement entre les entreprises chargées du doublement du tunnel ferroviaire de Schiphol, alors qu'il a ensuite été prouvé qu'il était au courant depuis le mois de juillet.